# Ентоні Гамільтон
Е́нтоні Га́мільтон (англ. Anthony Hamilton нар. 29 червня 1971) — англійський професіональний гравець у снукер. Став професіоналом у 1991. За більш ніж 30-річну кар'єру виграв один рейтинговий турнір і три нерейтингових. Був у фіналах двох рейтингових турнірів. Найкращий результат на чемпіонаті світу - 1/4 фіналу (2000, 2002, 2004 і 2007 роки). За кар'єру зробив майже 300 сотенних серій.

## Віхи кар'єри[2]
1995 рік. Перемагає на Australian Open (нерейтинговий турнір). 
1999 рік. Вийшов до фіналу British Open, де програє Фергалу О’Браєну з рахунком 7-9. Піднімається до десятого місця у світовому рейтингу професіоналів. 
2002 рік. Виходить до свого другого рейтингового фіналу на China Open, де програє Марку Вільямсу з рахунком 8-9. 
2007 рік. Учетверте виходить до чвертьфіналу Чемпіонату світу. 
2017 рік. Реалізує кар’єрні амбіції, вигравши свій перший рейтинговий титул на German Masters у Берліні. На шляху до фіналу обігрує Марка Селбі, Марка Вільямса, Баррі Гокінса та Стюарта Бінгема, а у фіналі перемагає Алі Картера з рахунком 9-6. 
2019 рік. Півфіналіст Indian Open. 
2021 рік. Вибиває Марка Вільямса та Рікі Волдена з Чемпіонату Великої Британії, а потім програє Луці Бреселю в 1/16 фіналу.

## Рекорди
На чемпіонаті світу 2004 року Ентоні Гамільтон встановив антирекорд, набравши за зустріч всього 438 очок (найменший показник за всю історію чвертьфіналів ЧМ). На ЧС-1999 англієць, навпаки, став гравцем, які набрали найбільшу кількість очок в рамках першого раунду першості (1271 очко). У 1997 році Ентоні встановив інший рекорд, набравши 414 очок без відповіді в матчі проти Джона Перрота.

## Стиль гри
Незважаючи на свій повільний і «в'язкий» стиль гри з безліччю відігравань і тактичних ускладнень, Гамільтон дуже добре вміє будувати серії.

## Досягнення в кар'єрі[1]
- German Masters чемпіон — 2017
- Чемпіонат світу чвертьфінал — 2000, 2002, 2004, 2007
- China Open фіналіст — 2002
- British Open фіналіст — 1999
- Strachan Challenge чемпіон — 1994 (двічі)
- Australian Masters (турнір за запрошенням) чемпіон — 1995